# Preživetvena grozljivka
Preživetvena grozljivka (iz angleškega izraza Survival horror) je podzvrst akcijsko-pustolovskih videoiger, ki se v podajanju zgodbe in vzdušju zgleduje po grozljivkah kot zvrsti fikcije. Igralčev lik (avatar) je v tovrstnih igrah posebno ranljiv in ima na voljo manj sredstev (orožja, streliva, življenjske energije itd.) za spopadanje z grožnjami. Poudarek je torej na napredovanju z reševanjem miselnih izzivov in izogibanju neposrednih spopadov namesto agresiji, veliko vlogo pa igra tudi vzdušje, prevzeto iz grozljivih knjig in filmov – igralčev lik po navadi nastopa sam proti premočnim sovražnikom, preživeti mora in se prebiti do konca zgodbe, v kateri ima malo možnosti za uspeh. V preživetvenih grozljivkah se s pridom uporabljajo tudi temačna grafična in zvočna podoba, utesnjena okolja ter element presenečenja, ki poudarjajo grozljivost.
Prva igra s to oznako je bila Resident Evil japonskega razvijalca Capcom iz leta 1996, vendar so kasneje za preživetvene grozljivke označili tudi starejše igre na to temo, kor so Haunted House (1982), Ghost House (1986) in Alone in the Dark (1992). Danes so priljubljene igre, ki mešajo elemente preživetvenih grozljivk z bolj neposrednim, akcijskim pristopom. Takšne so med drugim kooperativna večigralska strelska videoigra Left 4 Dead (2008), klasična prvoosebna strelska videoigra Doom 3 (2004) in BioShock (2007), ki dodaja elemente igranja vlog.